# Roadien
| Systeem                                                                                   | Serie         | Etage         | Ouderdom (Ma) | Lithostratigrafie |
| ----------------------------------------------------------------------------------------- | ------------- | ------------- | ------------- | ----------------- |
| Trias                                                                                     | Onder         | Indien        | jonger        | Buntsandstein     |
| Perm                                                                                      | Lopingien     | Changhsingien | 252,2–254,2   | Buntsandstein     |
| Perm                                                                                      | Lopingien     | Changhsingien | 252,2–254,2   | Zechstein         |
| Perm                                                                                      | Lopingien     | Wuchiapingien | 254,2–259,9   |                   |
| Perm                                                                                      | Guadalupien   | Capitanien    | 259,9–265,1   |                   |
| Perm                                                                                      | Guadalupien   | Wordien       | 265,1–268,8   |                   |
| Perm                                                                                      | Guadalupien   | Roadien       | 268,8–272,3   |                   |
| Perm                                                                                      | Cisuralien    | Kungurien     | 272,3–279,3   | Rotliegend        |
| Perm                                                                                      | Cisuralien    | Artinskien    | 279,3–290,1   | Rotliegend        |
| Perm                                                                                      | Cisuralien    | Sakmarien     | 290,1–295,5   | Rotliegend        |
| Perm                                                                                      | Cisuralien    | Asselien      | 295,5–298,9   | Rotliegend        |
| Carboon                                                                                   | Pennsylvanien | Gzhelien      | ouder         | Rotliegend        |
| Carboon                                                                                   | Pennsylvanien | Gzhelien      | ouder         |                   |
| Indeling van het Perm volgens de ICS samen met de Europese lithostratigrafische indeling. |               |               |               |                   |

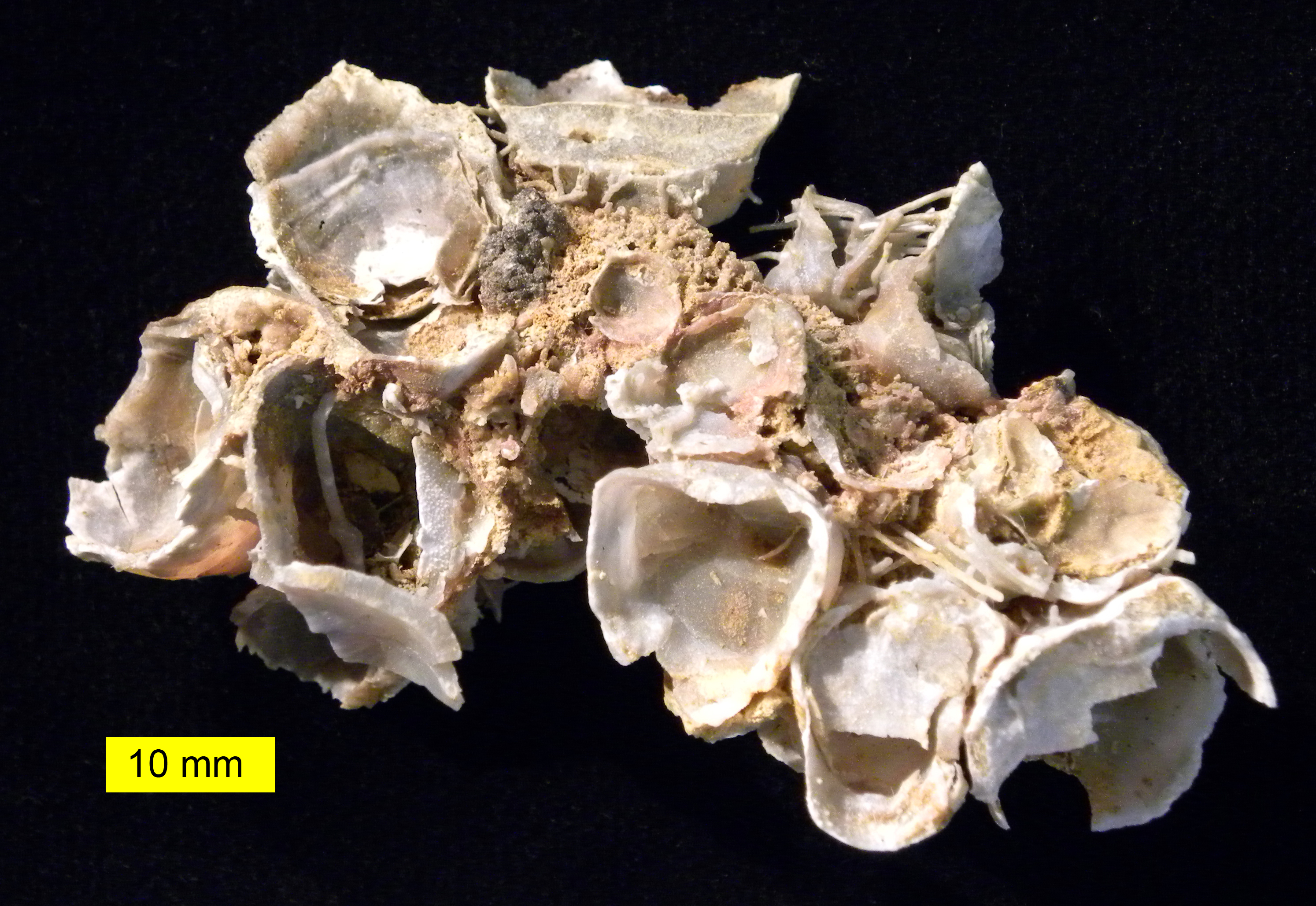
Hercosestria cribrosa.

Het geologisch tijdperk Roadien (Vlaanderen: Roadiaan) is de vroegste tijdsnede (in de stratigrafie de onderste etage) in het Guadalupien (Midden-Perm). Het Roadien heeft een ouderdom van 272,3 ± 0,5 tot 268,8 ± 0,5 Ma. Het Roadien komt na/op hetKungurien; na het Roadien komt het Wordien.
Het Roadien is gelijk aan het Ufimien. Het vormt in Europa de onderste etage in het Zechstein.

## Definitie en beschrijving
De golden spike voor het Roadien bevindt zich in Stratotype Canyon in de Guadalupe Mountains in Texas (V.S.). De basis van het Roadien ligt bij het eerste voorkomen van de conodont Jinogondolella nanginkensis, de top bij het eerste voorkomen van de conodont Jinogondolella aserrata.
Het Roadien is een tijdsnede waarin de therapsiden opkwamen en zich door adaptieve radiatie verspreidden over diverse niches.